# Virginia Gibson
Virginia Gibson, née Virginia Gorski à Saint-Louis, au Missouri, le 9 avril 1928 et morte le 25 avril 2013 à Newton, dans le comté de Bucks, en Pennsylvanie, est une actrice, chanteuse et danseuse américaine. Elle tourna principalement dans des films musicaux.

## Filmographie partielle
- 1950 : No, No, Nanette (Tea for Two) de David Butler : Mabel Wiley
- 1951 : Elle cherche un millionnaire (Painting the Clouds with Sunshine) de David Butler
- 1951 : La Flamme du passé (Goodbye, My Fancy), de Vincent Sherman : Mary Nell Dodge
- 1951 : La Ronde des étoiles (Starlift), de Roy Del Ruth : Elle-même, caméo
- 1952 : About Face, de Roy Del Ruth : Betty Long
- 1952 : Le Bal des mauvais garçons (Stop, You're Killing Me), de Roy Del Ruth : Mary Marko
- 1953 : Catherine et son amant (She's Back on Broadway), de Gordon Douglas
- 1954 : Les Sept Femmes de Barbe-Rousse (Seven Brides For Seven Brothers), de Stanley Donen : Liza
- 1954 : Athena, de Richard Thorpe : Niobe Mulvain
- 1956 : I Killed Wild Bill Hickok, de Richard Talmadge : Anne James
- 1957 : Drôle de frimousse (Funny Face), de Stanley Donen : Babs